# Попёнов, Дмитрий Константинович
Дми́трий Константи́нович Попёнов (24 июля 1914, Большой Пинеж, Яранский уезд, Вятская губерния, Российская империя — 8 октября 2013, Козьмодемьянск, Марий Эл, Россия) — марийский советский партийный деятель. Заместитель Председателя Верховного Совета Марийской АССР (1963—1967). Первый секретарь Звениговского (1959—1962) и Горномарийского районных комитетов КПСС Марийской АССР (1965—1970). Делегат XXII съезда КПСС (1961). Участник Великой Отечественной войны, участник парада Победы в Москве (1945), подполковник.

## Биография
Родился 24 июля 1914 года в дер. Большой Пинеж ныне Килемарского района Марий Эл в крестьянской семье. В детстве работал в колхозе, лесхозе. В 1933 году закончил фабрично-заводское училище в Козьмодемьянске.
В октябре 1936 года призван в РККА. Участник Великой Отечественной войны: радист авиаполков Тихоокеанского, с 1944 года — старший радист морской воздушной разведки 118-го дальне-разведывательного морского авиационного полка Северного флота. Прошёл путь от гвардии старшины до подполковника. В 1945 году принял участие в параде Победы в Москве. Завершил службу в декабре 1946 года. Награждён орденами Отечественной войны I степени (дважды), Красной Звезды и медалями.
В 1946–1948 годах заведовал отделом пропаганды и агитации Косолаповского райкома ВКП(б) МарАССР. В 1950 году окончил Горьковскую партийную школу.
В 1950—1962 годах находился на партийной работе в Звениговском районе МарАССР: секретарь парторганизации завода имени С. Н. Бутякова, с 1954 года  — второй, с 1959 года — первый секретарь райкома КПСС. В 1959 году окончил Высшую партийную школу при ЦК КПСС.
В 1962—1970 годах в Горномарийском районе МарАССР: секретарь парткома производственного колхозно-совхозного управления, с 1965 года — первый секретарь райкома КПСС. Был инициатором размещения и строительства в Козьмодемьянске градообразующих заводов «Копир» и «Потенциал».
В 1970—1975 годах, до ухода на заслуженный отдых, заведовал организационно-инструкторским отделом Совета Министров Марийской АССР.
В 1963—1971 годах был депутатом Верховного Совета Марийской АССР 2 созывов, в 1963—1967 годах — заместитель председателя Верховного Совета МарАССР. В 1961 году был делегатом XXII съезда КПСС. Награждён орденом Трудового Красного Знамени и медалями.
Автор книги «Выполняя решения партии (колхоз им. В. И. Ленина Звениговского района)», вышедшей в свет в 1962 году в Йошкар-Оле.
Ушёл из жизни 8 октября 2013 года в Козьмодемьянске.

## Награды
- Орден Трудового Красного Знамени (1965)[3]
- Орден Отечественной войны II степени (31.10.1944; 06.04.1985)[3][9]
- Орден Красной Звезды (30.05.1945)[3][9]
- Серебряная медаль ВДНХ (1966)[3]
- Медаль «За доблестный труд. В ознаменование 100-летия со дня рождения Владимира Ильича Ленина»
- Медаль «За победу над Германией в Великой Отечественной войне 1941—1945 гг.» (09.05.1945)[9]
- Медаль «За оборону Советского Заполярья»[9]
- Юбилейная медаль «100 лет адмиралу флота Советского Союза Н. Г. Кузнецову»[1][9]
- Почётная грамота Президиума Верховного Совета Марийской АССР (1957, 1964, 1974)[3]